# Plagiolepis brunni
Plagiolepis brunni är en myrart som beskrevs av Mayr 1895. Plagiolepis brunni ingår i släktet Plagiolepis och familjen myror.

## Underarter
Arten delas in i följande underarter:
- P. b. brunni
- P. b. nilotica
- P. b. pubescens